# Aphthona russica
Aphthona russica là một loài bọ cánh cứng trong họ Chrysomelidae. Loài này được Konstantinov, Volkovitsh & Cristofaro miêu tả khoa học năm 2001.